# Jablanica (Tutin)
Jablanica (cirill betűkkel Јабланица) település Szerbiában, a Raškai körzet Tutini községében.

## Népesség
- 1948-ban 130 lakosa volt.
- 1953-ban 149 lakosa volt.
- 1961-ben 172 lakosa volt.
- 1971-ben 150 lakosa volt.
- 1981-ben 138 lakosa volt.
- 1991-ben 134 lakosa volt.
- 2002-ben 85 lakosa volt,[1] akik mindannyian bosnyákok.[2]